# CSRP2
CSRP2‏ (Cysteine and glycine rich protein 2) هوَ بروتين يُشَفر بواسطة جين CSRP2 في الإنسان.